# The Best FIFA Football Awards 2022

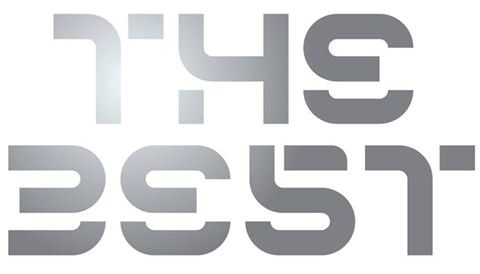
Het logo van The Best FIFA Football Awards.

The Best FIFA Football Awards van 2022 was de zevende editie van de jaarlijkse, door de FIFA georganiseerde ceremonie om personen in het voetbal te eren door middel van het uitreiken van prijzen. Lionel Messi en Alèxia Putellas wonnen de belangrijkste prijzen.

## Ceremonie
De ceremonie waarop de winnaars van de prijzen bekend worden gemaakt, vond plaats op 27 februari 2023 in de Salle Pleyel te Parijs. Het werd gepresenteerd door voormalig voetballers Jermaine Jenas en Samantha Johnson. Bij de start van de ceremonie werd het overlijden van Pelé herdacht. Namens Pelé ontving Marcia Aoki, zijn vrouw, de FIFA Presidential Award.
Tijdens de ceremonie kwamen onder anderen FIFA-president Gianni Infantino, voormalig voetballers Ronaldo, Stephanie Labbé, Didier Drogba, Eniola Aluko, Júlio César, Carli Lloyd, Alessandro Del Piero, Christo Stoitsjkov, Gaëlle Enganamouit, Formiga, Ali Daei, voetbaltrainers Jill Ellis en Fabio Capello, FIFA-ambassadeur Adriana Lima en commentator Andrés Cantor op het podium. Onder anderen Angelina Jordan en RedOne traden op.

## Stemproces

### The Best FIFA Player / Coach / Goalkeeper
The Best FIFA Player, The Best FIFA Coach en The Best FIFA Goalkeeper worden benoemd op basis van hun prestaties op het voetbalveld en het algemene gedrag tussen 8 augustus 2021 en 18 december 2022 voor de mannelijke prijzen en tussen 7 augustus 2021 en 31 juli 2022 voor de vrouwelijke prijzen. De FIFA stelde in samenwerking met voetbal-belanghebbenden selecties samen van genomineerden, die bekeken werden door experts in het mannen- en vrouwenvoetbal, die een definitieve lijst van genomineerden maakten. Die lijst werd vlak daarna door de FIFA gepubliceerd op zijn website. Op de genomineerden kan gestemd worden door een speler op plek (5 punten), plek 2 (3 punten) en plek 1 (1 punt) te rangschikken. De volgende vier categorieën van personen kunnen tussen 12 januari en 3 februari 2023 stemmen op de genomineerden en waren elk verantwoordelijk voor 25% van het eindresultaat:
1. De bondscoach van ieder (mannelijk bij de mannelijke prijzen, vrouwelijk bij de vrouwelijke prijzen) nationaal elftal.
2. De aanvoerder van ieder (mannelijk bij de mannelijke prijzen, vrouwelijk bij de vrouwelijke prijzen) nationaal elftal.
3. Eén journalist per gebied met een nationaal elftal.
4. Fans wereldwijd geregistreerd bij de officiële website van de FIFA.

Genomineerden konden niet op zichzelf stemmen, maar wel op landgenoten. Bij The Best FIFA Player ontvangt de genomineerde met de meeste punten in een stemmers-categorie 13 punten, de genomineerde met de op één na meeste punten in een stemmers-categorie 11 punten en de genomineerde op de derde plaats 9 punten. Vervolgens werd het aantal punten afgerekend per het aantal plaatsen lager gerangschikt in een stemmers-categorie. Voor The Best FIFA Coach en The Best FIFA Goalkeeper werkt hetzelfde systeem, maar werd er begonnen met 7 punten, voor de genomineerde met het meeste aantal punten in een stemmers-categorie. Het aantal punten dat een genomineerde heeft ontvangen van elke stemmers-categorie werd uiteindelijk opgeteld om een eindresultaat te krijgen. De genomineerden met de meeste behaalde punten wonnen de prijzen.

### FIFA FIFPro World11
In de FIFA FIFPro World11 stonden de spelers in iedere positie op basis van hun prestaties tussen 8 augustus 2021 en 18 december 2022 bij het mannenteam en tussen 7 augustus 2021 en 31 juli 2022 bij het vrouwenteam. Genomineerden moesten in die periode minstens 35 (bij de mannen) of 25 (bij de vrouwen) officiële wedstrijden gespeeld hebben in die periode. Professionele spelers wereldwijd kunnen nomineren drie keepers, drie verdedigers, drie middenvelders en drie aanvallers. De keeper, drie verdedigers, drie middenvelders en drie aanvallers met de meeste stemmen werden opgenomen in het team. De speler met de meeste stemmen die dan nog niet in het team is opgenomen werd dan in het team opgenomen als vierde speler bij een positie. Als een speler op meerdere posities genomineerd is, worden de stemmen op de speler bij beide categorieën opgeteld en werd de speler eventueel geplaatst bij de positie waar hij de meeste stemmen verkreeg.

### FIFA Puskás Award
De FIFA Puskás Award werd vergeven aan de speler die het mooiste doelpunt maakte tussen 8 augustus 2021 en 18 december 2022. FIFA-experts stelden een selectie van elf doelpunten samen die vlak daarna gepubliceerd werden door de FIFA op zijn website. Op de genomineerde doelpunten kon gestemd worden door een doelpunt op plek (5 punten), plek 2 (3 punten) en plek 1 (1 punt) te rangschikken. De volgende twee categorieën van personen kunnen tussen 12 januari en 3 februari 2023 stemmen op de genomineerden en waren elk verantwoordelijk voor 50% van het eindresultaat:
1. Een jury bestaande uit FIFA Legends.
2. Fans wereldwijd geregistreerd bij de officiële website van de FIFA.

De genomineerde met het meeste aantal punten in een stemmers-categorie ontvangt 13 punten, de genomineerde met de op één na meeste punten in een stemmers-categorie ontvangt 11 punten en de genomineerde op de derde plaats ontving 9 punten. Vervolgens werd het aantal punten afgerekend per het aantal plaatsen lager gerangschikt in een stemmers-categorie. Het aantal punten dat een genomineerde heeft ontvangen van elke stemmers-categorie werd uiteindelijk opgeteld om een eindresultaat te krijgen. De genomineerde met het meeste aantal punten won de prijs.

### FIFA Fair Play Award
De FIFA Fair Play Award werd vergeven aan een speler, trainer, team, scheidsrechter, individuele fan of een groep fans die voorbeeldig, eerlijk spelgedrag toonden dat te maken had met een voetbalwedstrijd tussen september 2021 en december 2022. In samenwerking met voetbalbelanghebbenden stelde de FIFA een lijst van genomineerden samen die werd bekeken door het panel van FIFA-experts. Experts in de jury die zowel de FIFA als externe belanghebbenden vertegenwoordigde kunnen op de genomineerden stemmen door ze te rangschikken op plek 1 (5 punten), plek 2 (3 punten) en plek 3 (1 punt). Het initiatief met de meeste behaalde punten won de prijs.

### FIFA Fan Award
De FIFA Fan Award werd uitgereikt aan één of meerdere voetbalfans die zorgden voor het beste fan-moment tussen september 2021 en december 2022. In samenwerking met voetbalbelanghebbenden stelde de FIFA een lijst van genomineerden op, waarop een jury van FIFA legends en het panel van experts stemde om een lijst van drie genomineerden te krijgen. Die lijst van drie genomineerden werd snel daarna gepubliceerd door de FIFA op zijn website. Fans wereldwijd geregistreerd bij de officiële website van de FIFA kunnen die momenten vervolgens tussen 12 januari en 2 februari 2023 rangschikken op plek 1 (5 punten), plek 2 (3 punten) en plek 3 (1 punt). Het moment met de meeste verkregen punten won de prijs.

## Winnaars en genomineerden
De genomineerden werden op 12 januari 2023 bekend.

### The Best FIFA Player
De finalisten werden op 10 februari 2023 bekendgemaakt.

#### The Best FIFA Men's Player
Voor een zevende keer werd de beste voetballer in het mannenvoetbal uitgeroepen tot The Best FIFA Men's Player. De finalisten zijn Karim Benzema (eerder genomineerde in 2021), Kylian Mbappé (eerder genomineerde in 2018, 2019, 2020 en 2021) en Lionel Messi (eerder winnaar in 2019, finalist in 2016, 2017, 2020 en 2021 en genomineerde in 2018). Messi won de prijs voor een tweede keer, nadat hij onder andere het WK won met Argentinië.
| №                     | Speler             | Club(s)                           | Positie      | Score      |
| Finalisten            | Finalisten         | Finalisten                        | Finalisten   | Finalisten |
| --------------------- | ------------------ | --------------------------------- | ------------ | ---------- |
| 1.                    | Lionel Messi       | Paris Saint-Germain               | Aanvaller    | 52         |
| 2.                    | Kylian Mbappé      | Paris Saint-Germain               | Aanvaller    | 44         |
| 3.                    | Karim Benzema      | Real Madrid                       | Aanvaller    | 34         |
| Overige genomineerden |                    |                                   |              |            |
| 4.                    | Luka Modrić        | Real Madrid                       | Middenvelder | 28         |
| 5.                    | Erling Haaland     | Borussia Dortmund Manchester City | Aanvaller    | 24         |
| 6.                    | Sadio Mané         | Liverpool FC Bayern München       | Aanvaller    | 19         |
| 7.                    | Julián Álvarez     | River Plate Manchester City       | Aanvaller    | 17         |
| 8.                    | Achraf Hakimi      | Paris Saint-Germain               | Verdediger   | 15         |
| 9.                    | Neymar             | Paris Saint-Germain               | Aanvaller    | 13         |
| 10.                   | Kevin De Bruyne    | Manchester City                   | Middenvelder | 10         |
| 11.                   | Vinícius Júnior    | Real Madrid                       | Aanvaller    | 10         |
| 12.                   | Robert Lewandowski | Bayern München FC Barcelona       | Aanvaller    | 7          |
| 13.                   | Jude Bellingham    | Borussia Dortmund                 | Middenvelder | 3          |
| 14.                   | Mohamed Salah      | Liverpool FC                      | Aanvaller    | 2          |

#### The Best FIFA Women's Player
Voor een zevende keer werd de beste voetbalster in het vrouwenvoetbal uitgeroepen tot The Best FIFA Women's Player. Van de finalisten was Mead nog nooit eerder genomineerd, was Morgan al finalist in 2019 en won Putellas al de prijs in 2021. Putellas prolongeerde haar titel, nadat zij onder andere de Spaanse competitie won met FC Barcelona.
| №                     | Speler           | Club(s)                      | Positie      | Score      |
| Finalisten            | Finalisten       | Finalisten                   | Finalisten   | Finalisten |
| --------------------- | ---------------- | ---------------------------- | ------------ | ---------- |
| 1.                    | Alèxia Putellas  | FC Barcelona                 | Middenvelder | 50         |
| 2.                    | Alex Morgan      | Orlando Pride San Diego Wave | Aanvaller    | 37         |
| 3.                    | Beth Mead        | Arsenal WFC                  | Aanvaller    | 37         |
| Overige genomineerden |                  |                              |              |            |
| 4.                    | Sam Kerr         | Chelsea LFC                  | Aanvaller    | 34         |
| 5.                    | Aitana Bonmatí   | FC Barcelona                 | Middenvelder | 29         |
| 6.                    | Debinha          | North Carolina Courage       | Aanvaller    | 25         |
| 7.                    | Alexandra Popp   | VfL Wolfsburg                | Aanvaller    | 17         |
| 8.                    | Leah Williamson  | Arsenal WFC                  | Verdediger   | 17         |
| 9.                    | Ada Hegerberg    | Olympique Lyonnais           | Aanvaller    | 13         |
| 10.                   | Wendie Renard    | Olympique Lyon               | Verdediger   | 9          |
| 11.                   | Lena Oberdorf    | VfL Wolfsburg                | Middenvelder | 4          |
| 12.                   | Vivianne Miedema | Arsenal WFC                  | Aanvaller    | 2          |
| 13.                   | Keira Walsh      | Manchester City FC Barcelona | Middenvelder | 0          |
| 14.                   | Jessie Fleming   | Chelsea LFC                  | Middenvelder | 0          |

### The Best FIFA Coach
De finalisten werden bekend op 9 februari 2023.

#### The Best FIFA Men's Coach
Voor een zevende keer werd de beste trainer in het mannenvoetbal uitgeroepen tot The Best FIFA Men's Coach. Carlo Ancelotti (eerder genomineerd in 2017), Pep Guardiola (eerder finalist in 2019 en 2021 en genomineerd in 2016, 2017 en 2018) en Lionel Scaloni (eerder genomineerd in 2021) waren de finalisten. Scaloni won de prijs, nadat hij onder andere het WK won met Argentinië en volgde Thomas Tuchel op.
| №                     | Trainer          | Team(s)          | Score      |
| Finalisten            | Finalisten       | Finalisten       | Finalisten |
| --------------------- | ---------------- | ---------------- | ---------- |
| 1.                    | Lionel Scaloni   | Argentinië       | 28         |
| 2.                    | Carlo Ancelotti  | Real Madrid      | 17         |
| 3.                    | Pep Guardiola    | Manchester City  | 12         |
| Overige genomineerden |                  |                  |            |
| 4.                    | Walid Regragui   | Wydad AC Marokko | 10         |
| 5.                    | Didier Deschamps | Frankrijk        | 5          |

#### The Best FIFA Women's Coach
Voor een zevende keer werd de beste trainer in het vrouwenvoetbal uitgeroepen tot The Best FIFA Women's Coach. De finalisten waren Sonia Bompastor, Pia Sundhage (eerder finalist in 2016) en Sarina Wiegman (eerder winnaar in 2017 en 2020 en finalist in 2018, 2019 en 2021). Wiegman won de prijs voor een derde keer, nadat zij onder andere het EK won met Engeland, en volgde Emma Hayes op.
| №                     | Trainer         | Team(s)            | Score      |
| Finalisten            | Finalisten      | Finalisten         | Finalisten |
| --------------------- | --------------- | ------------------ | ---------- |
| 1.                    | Sarina Wiegman  | Engeland           | 28         |
| 2.                    | Sonia Bompastor | Olympique Lyonnais | 18         |
| 3.                    | Pia Sundhage    | Brazilië           | 10         |
| Overige genomineerden |                 |                    |            |
| 4.                    | Emma Hayes      | Chelsea LFC        | 10         |
| 5.                    | Martina Voss    | Duitsland          | 6          |
| 6.                    | Bev Priestman   | Canada             | 0          |

### The Best FIFA Goalkeeper
De finalisten werden op 8 februari 2023 bekend.

#### The Best FIFA Men's Goalkeeper
Voor een zesde keer werd de beste doelman in het mannenvoetbal uitgeroepen tot The Best FIFA Men's Goalkeeper. Van de finalisten waren Yassine Bounou en Emiliano Martínez nog niet eerder genomineerd, maar Thibaut Courtois was eerder winnaar in 2018 en genomineerd in 2017 en 2020. Martínez won de prijs, nadat hij onder andere het WK won met Argentinië, en volgde Édouard Mendy op.
| №                     | Keeper            | Club(s)         | Score      |
| Finalisten            | Finalisten        | Finalisten      | Finalisten |
| --------------------- | ----------------- | --------------- | ---------- |
| 1.                    | Emiliano Martínez | Aston Villa     | 26         |
| 2.                    | Thibaut Courtois  | Real Madrid     | 20         |
| 3.                    | Yassine Bounou    | Sevilla FC      | 14         |
| Overige genomineerden |                   |                 |            |
| 5.                    | Alisson Becker    | Liverpool FC    | 8          |
| 6.                    | Ederson           | Manchester City | 4          |

#### The Best FIFA Women's Goalkeeper
Voor een vierde keer werd de beste doelvrouw in het vrouwenvoetbal uitgeroepen tot The Best FIFA Women's Goalkeeper. Ann-Katrin Berger (eerder finalist in 2021 en genomineerd in 2020), Mary Earps en Christiane Endler (eerder finalist in 2019, 2020 en 2021) waren de finalisten. Earps won de prijs, nadat zij onder andere het EK won met Engeland, en volgde Christiane Endler op.
| №                     | Keeper            | Club(s)                           | Score      |
| Finalisten            | Finalisten        | Finalisten                        | Finalisten |
| --------------------- | ----------------- | --------------------------------- | ---------- |
| 1.                    | Mary Earps        | Manchester United                 | 26         |
| 2.                    | Christiane Endler | Olympique Lyon                    | 22         |
| 3.                    | Ann-Katrin Berger | Chelsea LFC                       | 10         |
| Overige genomineerden |                   |                                   |            |
| 4.                    | Sandra Paños      | FC Barcelona                      | 7          |
| 5.                    | Merle Frohms      | Eintracht Frankfurt VfL Wolfsburg | 5          |
| 6.                    | Alyssa Naeher     | Chicago Red Stars                 | 3          |

### FIFA FIFPro World11
Op 13 februari 2023 werden 23-koppige selecties van genomineerden bekendgemaakt.

#### FIFA FIFPro Men's World11
In samenwerking met FIFPro werd er voor een zevende keer op deze ceremonie een FIFA FIFPro Men's World11 opgesteld werd met de beste voetballers in het mannenvoetbal op hun positie.
| Positie       | World11          | World11                           |                    | Genomineerden               | Genomineerden |
| Positie       | Speler           | Club                              | Speler             | Club                        |               |
| ------------- | ---------------- | --------------------------------- | ------------------ | --------------------------- | ------------- |
| Doelmannen    | Thibaut Courtois | Real Madrid                       | Alisson Becker     | Liverpool FC                |               |
| Doelmannen    | Thibaut Courtois | Real Madrid                       | Emiliano Martínez  | Aston Villa                 |               |
|               |                  |                                   |                    |                             |               |
| Verdedigers   | João Cancelo     | Manchester City                   | Alphonso Davies    | Bayern München              |               |
| Verdedigers   | João Cancelo     | Manchester City                   | Joško Gvardiol     | RB Leipzig                  |               |
| Verdedigers   | Virgil van Dijk  | Liverpool FC                      | Theo Hernández     | AC Milan                    |               |
| Verdedigers   | Virgil van Dijk  | Liverpool FC                      | Thiago Silva       | Chelsea FC                  |               |
| Verdedigers   | Achraf Hakimi    | Paris Saint-Germain               | Antonio Rüdiger    | Chelsea FC Real Madrid      |               |
|               |                  |                                   |                    |                             |               |
| Middenvelders | Kevin De Bruyne  | Manchester City                   | Jude Bellingham    | Borussia Dortmund           |               |
| Middenvelders | Kevin De Bruyne  | Manchester City                   | Gavi               | FC Barcelona                |               |
| Middenvelders | Casemiro         | Real Madrid Manchester United     | Enzo Fernández     | River Plate SL Benfica      |               |
| Middenvelders | Luka Modrić      | Real Madrid                       | Pedri              | FC Barcelona                |               |
| Middenvelders | Luka Modrić      | Real Madrid                       | Federico Valverde  | Real Madrid                 |               |
|               |                  |                                   |                    |                             |               |
| Aanvallers    | Karim Benzema    | Real Madrid                       | Robert Lewandowski | Bayern München FC Barcelona |               |
| Aanvallers    | Erling Haaland   | Borussia Dortmund Manchester City | Robert Lewandowski | Bayern München FC Barcelona |               |
| Aanvallers    | Kylian Mbappé    | Paris Saint-Germain               | Neymar             | Paris Saint-Germain         |               |
| Aanvallers    | Lionel Messi     | Paris Saint-Germain               | Cristiano Ronaldo  | Manchester United           |               |

#### FIFA FIFPro Women's World 11
In samenwerking met FIFPro werd er voor een vierde keer op deze ceremonie een FIFA FIFPro Women's World11 opgesteld werd met de beste voetbalsters in het vrouwenvoetbal op hun positie.
| Positie       | World11           | World11                      |                        | Genomineerden               | Genomineerden |
| Positie       | Speler            | Club                         | Speler                 | Club                        |               |
| ------------- | ----------------- | ---------------------------- | ---------------------- | --------------------------- | ------------- |
| Doelvrouwen   | Christiane Endler | Olympique Lyonnais           | Mary Earps             | Manchester United           |               |
| Doelvrouwen   | Christiane Endler | Olympique Lyonnais           | Sandra Paños           | FC Barcelona                |               |
|               |                   |                              |                        |                             |               |
| Verdedigers   | Lucy Bronze       | Manchester City FC Barcelona | Ellie Carpenter        | Olympique Lyonnais          |               |
| Verdedigers   | Mapi León         | FC Barcelona                 | Ashley Lawrence        | Paris Saint-Germain         |               |
| Verdedigers   | Wendie Renard     | Olympique Lyonnais           | Irene Paredes          | FC Barcelona                |               |
| Verdedigers   | Leah Williamson   | Arsenal WFC                  | Irene Paredes          | FC Barcelona                |               |
|               |                   |                              |                        |                             |               |
| Middenvelders | Lena Oberdorf     | VfL Wolfsburg                | Aitana Bonmatí         | FC Barcelona                |               |
| Middenvelders | Alèxia Putellas   | FC Barcelona                 | Caroline Graham Hansen | FC Barcelona                |               |
| Middenvelders | Keira Walsh       | Manchester City FC Barcelona | Amandine Henry         | Olympique Lyonnais          |               |
| Middenvelders | Keira Walsh       | Manchester City FC Barcelona | Kelley O'Hara          | Washington Spirit Gotham FC |               |
|               |                   |                              |                        |                             |               |
| Aanvallers    | Sam Kerr          | Chelsea LFC                  | Ada Hegerberg          | Olympique Lyonnais          |               |
| Aanvallers    | Beth Mead         | Arsenal WFC                  | Vivianne Miedema       | Arsenal WFC                 |               |
| Aanvallers    | Alex Morgan       | Orlando Pride San Diego Wave | Ellen White            | Manchester City             |               |

### FIFA Puskás Award
Voor een zevende keer werd de FIFA Puskás Award op deze ceremonie uitgereikt aan de speler die het mooiste doelpunt maakte. De finalisten werden op 10 februari 2023 bekendgemaakt. Van de finalisten Marcin Oleksy, Dimitri Payet en Richarlison was geen speler ooit eerder genomineerd. Oleksy, die een geamputeerd been had, won de prijs voor zijn omhaal namens tegen Warta Poznań tegen Stal Rzeszów en volgde Erik Lamela op.
| №                     | Doelpuntenmaker            | Team                | Tegenstander     | Competitie                 | Datum      | Soort goal    | Score      |
| Finalisten            | Finalisten                 | Finalisten          | Finalisten       | Finalisten                 | Finalisten | Finalisten    | Finalisten |
| --------------------- | -------------------------- | ------------------- | ---------------- | -------------------------- | ---------- | ------------- | ---------- |
| 1.                    | Marcin Oleksy              | Warta Poznań        | Stal Rzeszów     | PZU Amp Futbol Ekstraklasa | 06-11-2022 | Omhaal        | 21         |
| 2.                    | Dimitri Payet              | Olympique Marseille | PAOK             | Conference League          | 07-04-2022 | Volley        | 20         |
| 3.                    | Richarlison                | Brazilië            | Servië           | WK                         | 24-11-2022 | Omhaal        | 17         |
| Overige genomineerden |                            |                     |                  |                            |            |               |            |
| —                     | Mario Balotelli            | Adana Demirspor     | Göztepe SK       | Süper Lig                  | 22-05-2022 | Rabona        | —          |
| —                     | Amandine Henry             | Olympique Lyon      | FC Barcelona     | UEFA Champions League      | 21-05-2022 | Afstandsschot | —          |
| —                     | Theo Hernández             | AC Milan            | Atalanta Bergamo | Serie A                    | 15-05-2022 | Dribbel       | —          |
| —                     | Alou Kuol                  | Australië –23       | Irak –23         | AK onder 23                | 04-06-2022 | Scorpionkick  | —          |
| —                     | Kylian Mbappé              | Frankrijk           | Argentinië       | WK                         | 18-12-2022 | Volley        | —          |
| —                     | Francisco González Metilli | Central Córdoba     | Rosario Central  | Primera División           | 01-08-2022 | Volley        | —          |
| —                     | Salma Paralluelo           | Villarreal CF       | FC Barcelona     | Primera División           | 02-04-2022 | Afstandsschot | —          |
| —                     | Alessio Russo              | Engeland            | Zweden           | EK                         | 26-07-2022 | Hakbal        | —          |

### FIFA Fair Play Award
Voor een zevende keer werd op de ceremonie de FIFA Fair Play Award uitgereikt aan een individu of groep die bij het voetbal de Fair Play-gedachte aanhield door zich aan de regels te houden, gezond verstand te gebruiken en anderen te respecteren. Lochoshvili won de prijs, nadat hij zijn tegenstander Georg Teigl had gered, nadat Teigl zijn bewusteloos was geraakt, en volgde spelers, medici en de trainersstaf van Denemarken op.
| №  | Winnaar/genomineerde | Reden | Score |
| -- | -------------------- | --- | ----- |
| 1. | Luka Lochoshvili     | Redde tijdens de wedstrijd met Wolfsberger AC tegen Austria Wien zijn tegenstander Georg Teigl, nadat Teigl bewusteloos raakte.                                           | —     |
| —  | Eduardo Camavinga    | Betrad na de wedstrijd tussen Frankrijk –21 en Oekraïne –21 de kleedkamer van zijn tegenstanders om hen te steunen naar aanleiding van de Russische invasie van Oekraïne. | —     |
| —  | Sadio Mané           | Gaf toe dat hij in aanloop naar zijn doelpunt hands had gemaakt in het Bundesliga-wedstrijd met Bayern München tegen VfL Bochum, waarna zijn doelpunt werd afgekeurd.     | —     |

### FIFA Fan Award
Voor een zevende keer werd op de ceremonie de FIFA Fan Award uitgereikt aan een (groep) fan(s) die verantwoordelijk was voor het mooiste fan-moment. Fans van Argentinië wonnen de prijs, nadat zij in grote getalen Argentinië steunden op het WK, en volgden fans van Denemarken en Finland op.
| №  | Winnaar/Genomineerde | Reden | Score  |
| -- | -------------------- | --- | ------ |
| 1. | Fans van Argentinië  | Reisden in grote getale af naar Qatar om Argentinië te steunen op weg naar de wereldtitel en verwelkomden hun helden door het hele land heen thuis. | 41,88% |
| 2. | Fans van Japan       | Verdienden wereldwijde erkenning voor hun traditie om na de WK-wedstrijden te helpen de stadions schoon te maken.                                   | 33,63% |
| 3. | Abdullah Al-Salmi    | Wandelde van Jeddah via de Arabische Woestijn naar Qatar om Saoedi-Arabië te steunen op het WK 2022.                                                | 24,49% |